# U.S. Agent
Jonathan « John » Walker, alias U.S. Agent est un super-héros évoluant dans l'univers Marvel de la maison d'édition Marvel Comics. Créé par le scénariste Mark Gruenwald et le dessinateur Paul Neary, le personnage de fiction apparaît pour la première fois sous l’identité de Super-Patriot dans le comic book Captain America (vol. 1) #323 en novembre 1986.
Le personnage est ensuite redéfini comme une nouvelle incarnation de Captain America et, quelques années plus tard, en tant qu'U.S. Agent.
John Walker est le deuxième personnage de l'univers Marvel portant le nom de « Super-Patriot ». Le premier — le super-vilain nommé Super-Patriot (en) — fait ses débuts dans le numéro 13 de la série Nick Fury: Agent of S.H.I.E.L.D. (en), paru en juillet 1969, mais celui-ci n'est jamais réapparu. Le costume original de ce Super-Patriot ne ressemblait également en rien à celui de Walker. À ne pas confondre également avec le personnage de Johnny Armstrong, le SuperPatriot (en) de la maison d'édition Image Comics.
Dans l'univers cinématographique Marvel, le personnage de John Walker apparaît dans la série Falcon et le Soldat de l'Hiver (2021), interprété par l'acteur Wyatt Russell, dans laquelle il devient le successeur de Captain America avant de prendre le titre d'U.S. Agent.

## Biographie du personnage

### Super Patriot et le nouveau Captain America
John Walker grandit aux États-Unis. Son frère Mike, pilote d'hélicoptère, est tué durant la guerre du Viêt Nam. Il s'engage lui aussi dans l'armée pour lui rendre hommage. Après son séjour militaire, un de ses amis lui parle du Power Broker. Tous deux reçoivent alors un traitement qui leur donne des aptitudes surhumaines.
Pour payer le Power Broker, Walker s'engage dans l'Unlimited Class Wrestling Federation (en) (UCWF), où il rencontre Ethan Thurm, qui devient son manager. Ce dernier le persuade de devenir un super-héros. Thurm se procure un soutien financier, aide Walker à concevoir un costume et expose une stratégie lui permettant de faire ses débuts sous le nom de Super Patriot, une sorte de Captain America publicitaire qui parcourt ensuite le pays pour promouvoir son image par le biais de rassemblements patriotiques et de services communautaires.
Pour asseoir son image de nouveau défenseur américain, il tente de discréditer Captain America (Steve Rogers) en organisant un spectacle à Central Park. Lors de la manifestation, il est attaqué par des faux « Buckies » (Bold Urban Commandos), engagés pour l'occasion. Walker les vaincs lors de ce combat organisé comme une démonstration de ses prouesses au combat et de son patriotisme. Captain America confronte ensuite Walker en privé et lui demande de ne plus utiliser les Buckies, car les personnes présentes au rassemblement auraient pu être blessées dans la panique résultant de l'attaque. Walker refuse, arguant que ses actions sont justifiées par sa quête de remplacer le vieux Captain America en tant que symbole de la nation.
Lorsque Captain America refuse à plusieurs reprises ses défis au combat, Super-Patriot l'attaque. Bien que le Captain se révèle être un combattant plus habile et rende coup pour coup, Walker réussit à absorber ses attaques tout en le provoquant. Aucun des deux hommes ne tombant après une longue bagarre, Super-Patriot jette un certain nombre d'étoiles de jet sur Captain America. Ce dernier, trop fatigué pour esquiver, est touché par l'une d'elles, le frappant à la poitrine et détériorant son uniforme mais ne lui causant que peu ou pas de dommages physiques. Avec ce coup réussi, le Super-Patriot estime qu'il a remporté la victoire et quitte les lieux peu après. Captain America, épuisé et abattu, essaie de se dire que le combat a été un match nul, vu que ni l'un ni l'autre n'ont été réellement vaincus. Mais néanmoins il remet en cause ses propres capacités de combat, tout en reconnaissant la force et l'endurance supérieures du Super-Patriot.
Par la suite, le Super Patriot prouve sa valeur en empêchant un terroriste, Warhead, de faire exploser une bombe atomique sur Washington au sommet du Washington Monument, le désarmant avec une étoile de lancer avant de le faire chuter du monument. Warhead - préférant partir « comme un homme » - se tue avant de frapper le sol en faisant exploser une grenade.
Quand Steve Rogers est contraint d'abandonner son poste de Captain America en devenant « le Captain », Valerie Cooper de la Commission des Affaires Superhumaines (CSA) propose à Walker de devenir le nouveau Captain America (le cinquième en fait). Walker découvre que Douglas Rockwell, l'un des porte-paroles de la Commission était un agent de Crâne rouge. L'image de Captain America est alors ternie.
Afin de devenir un Captain America plus vrai que nature, Walker est entrainé par le Maître de Corvée. Il est secondé par Lemar Hoskins, un ancien « Bucky » devenu Battlestar, sous les ordres d'Adrian Sammish. Son service fut brutal et presque fasciste. Ses anciens partenaires révélèrent son identité et son passé, et ses parents furent assassinés par une milice à la solde de Crâne Rouge. Fou de rage, Walker élimina la plupart des membres de la milice, ainsi que les deux hommes responsables d'avoir rendu sa vie publique. Tous deux survécurent pourtant, gravement brûlés par le souffle de l'explosion.
Walker est ensuite piégé par Crâne rouge (dont le corps était un clone de Captain America) qui lui fait affronter Steve Rogers. Au cours du combat, Walker lance son bouclier contre Crâne rouge qui est contaminé par sa propre arme, sa « poussière de mort », transformant son visage en véritable crâne rouge.
La Commission rendit finalement le costume et l'identité de Captain America à Steve Rogers. Lors de la conférence de presse organisée pour l'occasion, on déclara John Walker mort. Mais on lui donna en fait une nouvelle identité.

### U.S. Agent
Armé d'un bouclier en vibranium, Walker devint US Agent, employé de la Commission. L'organisation l'affecta à la surveillance des Vengeurs de la Côte Ouest.
Quand les Vengeurs furent gérés par l'ONU, il ne reçut qu'un vote (le sien) et perdit donc sa place au sein de l'équipe. Mais il fit ses preuves et resta avec les Vengeurs de la Côte Ouest jusqu'à leur dissolution. Ce jour-ci, il jeta son costume et son bouclier dans l'Hudson River.
Tony Stark lui fournit un nouveau costume et un bouclier énergétique pour qu'il rejoigne Force Works. Il quitta cette équipe quand les anciens Vengeurs reprirent leur place dans l'ancienne équipe des Vengeurs.

### Membre du Jury
Il devint quelque temps plus tard superviseur de terrain pour le Jury, un groupe de mercenaires corporatifs en armure, employé par Edwin Cord, le patron de Cord Industries. Il fut équipé cette fois-ci d'un bouclier en forme d'aigle télécommandé. Son objectif était d'abattre les Thunderbolts d'Œil-de-Faucon, mais ils furent vaincus.
Le Jury fit une deuxième tentative, mais finalement les deux équipes s'allièrent contre l'Empire Secret.
US Agent fut presque tué par Protocide. Il ne dut sa survie qu'au SHIELD qui le soigna et l'équipa d'un exosquelette.
Guéri, il enfila un nouveau costume et reprit le travail à la Commission des Affaires Superhumaines. Il prit la tête d'une division fédérale nommée STARS (Superhuman Tactical Response Squad) et dirigea l'offensive des super-héros de l'univers Marvel lors du crossover Maximum Security.

### Membre des Invaders
On le revit ensuite affilié aux New Invaders (Nouveaux Envahisseurs), dans un costume proche de celui de Captain America. Il insista d'ailleurs pour que ses coéquipiers d'alors (Union Jack et Blazing Skull) l'appellent Captain America.

### Civil War
Lors de Civil War, Walker a été partagé entre servir fidèlement son gouvernement, ou rejoindre son modèle Captain America. Il partit finalement rejoindre la Division Oméga, en tant que représentant américain au sein de l'équipe canadienne.

### Retour aux origines
Quand le dieu du chaos Chton se libéra de sa prison au Mont Wundagore, Loki (sous l'apparence de la Sorcière rouge) fit se regrouper des super-héros pour combattre la menace. Walker fit partie de la sélection, et est depuis resté avec les Mighty Avengers.

### Dark Reign
Lors d'un combat contre Homme-absorbant, les Vengeurs de Pym durent s'allier avec les Vengeurs de Norman Osborn. Les héros furent victorieux. Toutefois, Osborn arrêta Walker (hors-la-loi), et ce dernier, patriote dans l'âme, accepta de se livrer aux autorités.

### Le Siège d'Asgard
Assigné à résidence, Walker répondit toutefois à l'appel de ses équipiers, pour défendre Asgard assiégée par les forces du H.A.M.M.E.R. Ensemble, ils affrontèrent les Thunderbolts, envoyés voler la Lance d'Odin. Durant le combat, Scourge utilisa l'arme divine pour trancher le bras et la jambe gauches du héros.

### Directeur du Raft
En remerciement de sa bravoure, Walker (qui refusa d'utiliser des prothèses cybernétiques pour ne pas devenir un cyborg comme Scourge) fut nommé directeur du Raft.

### Devil's Reign
On le retrouve par la suite infiltré dans l’équipe des Thunderbolts du  Caïd afin de les arrêter.

## Pouvoirs, capacités et équipement
Le corps de John Walker, après avoir été soumis à un traitement du Power Broker, dépasse de loin l'entendement humain. Sa force lui permet de soulever environ 10 tonnes dans des conditions optimales. Il possède aussi une endurance accrue, et son agilité et ses réflexes atteignent le niveau d'un athlète olympique.
C'est un redoutable combattant au corps à corps, entrainé pour être la doublure de Captain America (Steve Rogers). Il maîtrise le même style de combat que Rogers, notamment le maniement de son bouclier ; il peut donc comme lui utiliser son bouclier de manière défensive ou offensive. Il fait preuve d’une grande précision dans le lancer de son bouclier qui, conjuguée avec sa force surhumaine, peut faire de celui-ci une arme mortelle.
En tant qu'ancien militaire, John Walker dispose d'une solide expérience au combat. Il a notamment été formé à la stratégie et à la tactique militaire, aux techniques d’observation, aux opérations spéciales et au maniement des armes à feu conventionnelles.
Il était équipé d'un costume en kevlar et a utilisé une grande variété de boucliers, parmi lesquels l'original en alliage de vibranium porté par le premier Captain America. Il utilisa aussi une version moderne du bouclier, forgée par Tony Stark quand Steve Rogers devint « le Captain » (que Walker abandonna en reprenant l'uniforme de Captain America), puis un bouclier photonique mis au point également par Stark. Il utilisa également un bouclier en vibranium en forme d’aigle. Lorsqu’il rejoignit les Invaders, il adopta un bouclier en forme d’étoile, également en vibranium. Il a depuis repris le premier bouclier utilisé en tant qu’U.S. Agent, qu’il conserve actuellement.
À l’occasion, il a également porté une matraque énergétique, conçue sur le même principe que son bouclier photonique, celle-ci lui servant aussi bien à assommer ses adversaires qu’à découper les objets moins résistants. Quand il était le Super-Patriot, il portait une épée dont la lame était couverte de flammes.
Désormais infirme (il a perdu une jambe et un bras), Walker est depuis doté d'une prothèse au bras gauche et se déplace en fauteuil roulant.

## Apparitions dans d'autres médias
Interprété par Wyatt Russell dans l'univers cinématographique Marvel

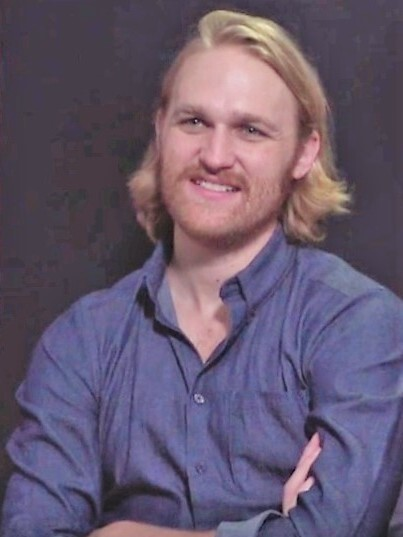
Wyatt Russell, interprète de U.S. Agent dans l'univers cinématographique Marvel.

- 2021 : Falcon et le Soldat de l'Hiver (série TV)

John Walker est désigné pour remplacer de Steve Rogers sous le costume de Captain America. Il recevra finalement le titre de U.S. Agent, laissant ainsi Sam Wilson devenir le nouveau Captain America.
- 2025 : Thunderbolts réalisé par Jake Schreier

John Walker est manipulé par la directrice de la CIA, la comtesse Valentina de Fontaine, tout comme d'autres mercenaires qu'elle a employé, pour qu'ils s'entretuent, étant tous devenus des témoins gênants. Il est obligé de s'associer avec ses compagnons d'infortunes pour survivre et empêcher Valentina de mettre la main sur un projet secret visant à créer un super-héros, nom de code Sentry, formant ainsi les Thunderbolts. Après avoir réussi à sauver New-York du projet Sentry, John Walker et les autres Thunderbolts sont piégés une nouvelle fois par Valentina, qui les présente au grand public comme étant son équipe de Nouveaux Avengers.